# 乌泽伊尔·哈吉贝约夫
乌泽伊尔·阿卜杜勒侯赛因奥卢·哈吉贝约夫（羅馬化：Uzeir-bek Abdul-Guseyn-bek ogly Gadzhibekov；1885年9月18日—1948年11月22日），阿塞拜疆人，苏联音乐家，剧作家，指挥家。阿塞拜疆苏维埃社会主义共和国科学院院士，教授。曾任阿塞拜疆音乐学院院长，阿塞拜疆苏维埃社会主义共和国作曲家联盟主席。他是伊斯兰世界第一部歌剧的作者，被公认为阿塞拜疆古典音乐和歌剧之父。

## 生平

### 早年生活
哈吉贝约夫于1885年9月18日出生于伊莉莎白波爾省舒沙区阿格贾贝迪的一个知识分子家庭，他是家中的次子。父亲阿卜杜勒-侯赛因·哈吉贝约夫是阿塞拜疆女诗人库尔希德巴努·纳塔万的秘书；母亲希林也在纳塔文家中长大。在成长过程中，哈吉贝约夫受到纳塔万作品的强烈影响。
哈吉贝约夫早年读于伊斯兰经堂学校，掌握了波斯语和阿拉伯语。随后，他进入家乡的一所俄罗斯-阿塞拜疆双语学校学习。他曾回忆说：“我在舒沙从最好的歌手和萨兹（saz，也称baglama，一种拨奏乐器）演奏家那里接受了最初的音乐教育。那时我还唱木卡姆和泰斯尼夫斯（tesnifs，一类阿塞拜疆民歌，就像中国的信天游、花儿等等）。歌手们都喜爱我的嗓音。他们让我同时既唱歌也教别人。”哈吉贝约夫的第一位比较专业的音乐老师是研究阿塞拜疆民间音乐的舅舅阿卜杜拉希姆·阿利维季贝约夫，他给三兄弟一起上音乐课。乌泽伊尔很早就萌发了旺盛的创作欲望，13岁时写成一本名为《笑话集》的短篇童话故事集在亲友中传阅，还跟弟弟杰宏一起参加了民间音乐戏剧《马伊侬在莱莉墓前》中的合唱队……
从家乡学校毕业后，他在1899年至1904年期间在哥里的师范学院学习。在那里，他掌握了小提琴，大提琴和管乐器的演奏，遇到了未来的作曲家穆斯林·马戈马耶夫。在接下来的四年里，他在哈德鲁特和巴库的学校任教。1905年，他在巴库的比比·海巴特学校任教，然后在萨达特学校任教，在那里他教授阿塞拜疆语，数学，地理，历史以及俄语。同时，他在巴库多家报社任编辑。在此期间，他撰写了《俄阿双语政治、法律、经济和军事术语词典》，1907年出版。1908年出版了教科书《算术问题》，并由巴库的奥鲁约夫兄弟出版社出版。
1911年，他前往莫斯科接受系统的音乐教育。在这一年里，他与亚历山大·伊林斯基一起在莫斯科爱乐乐团学习音乐课程。1914年搬到圣彼得堡，与瓦西里·卡拉法蒂一起在音乐学院学习了一年。
1915年前往弗拉季高加索生活，作曲家将他1913年完成的歌剧《阿尔辛·马尔·艾伦》翻译成俄文，并写下了革命前时期的最后一部歌剧——《戈伦和莱拉》。

### 苏联时代
1918年6月-9月，他带领阿塞拜疆歌剧艺术家前往伊朗城市安扎利和拉什特进行演出。1920年，苏维埃政权在阿塞拜疆建立。哈吉贝约夫向阿塞拜疆苏维埃社会主义共和国教育人民委员会提交了一份关于建立音乐学院的必要性以及将旧政权的音乐学校的建筑转让给他们的报告。苏联政府同意了他的请求。1922年，巴库音乐学院建立，哈吉贝约夫任校长。1925年当选巴库市苏维埃代表。1926年转任巴库音乐学院副校长。
1931年，他组织了一个民间乐器管弦乐队，并于1936年组织了阿塞拜疆合唱团。1938年5月7日，经阿共（布）中央特批加入联共（布），随后任阿塞拜疆苏维埃社会主义共和国作曲家联盟主席。1939年被任命为阿塞拜疆音乐学院院长。1943年，他向红军捐赠了25000卢布，用于组建坦克部队，抵抗纳粹入侵。1945年9月任阿塞拜疆苏维埃社会主义共和国科学院艺术研究所所长。同年当选阿塞拜疆苏维埃社会主义共和国科学院院士。
1948年11月23日于巴库逝世，享年63岁。葬于荣誉谷。
哈吉贝约夫是第1-2届苏联最高苏维埃民族院代表。

## 音乐创作
1907年创作出伊斯兰世界第一部歌剧《莱拉与马吉农》，1908年首演；此后连续创作出多部歌剧或“音乐喜剧”（都属民族歌剧类型），包括著名的《货郎与小姐》等。这些歌剧在阿塞拜疆的音乐文化和社会现代化进程中有相当显著的地位。
1920年代起，作为阿塞拜疆音乐界领袖，加吉别科夫致力于建立阿塞拜疆的古典音乐教学演出体系，另一方面也系统地研究了作曲技法和音乐理论。1927年他和作曲家马戈马耶夫共同编写了《阿塞拜疆民歌集》，首次将300首阿塞拜疆民歌记谱出版。1936年写成歌剧《盲人之子》，被认为是他水平最高的作品。1945年他写成阿塞拜疆首部音乐理论专著《阿塞拜疆民间音乐概要》。
加吉别科夫的作品数量和体裁范围比较有限，但他因为对阿塞拜疆艺术音乐（古典音乐）的奠基作用，以及对阿塞拜疆民族音乐的发掘，被称为阿塞拜疆近代音乐之父。
他同时也是阿塞拜疆苏维埃社会主义共和国国歌与现在的阿塞拜疆共和国国歌《阿塞拜疆进行曲》的作曲者。
加吉别科夫的亲戚中有多人是音乐家，如他的侄子尼亚齐是指挥家兼作曲家，侄子作曲家苏丹·加吉别科夫则作有交响曲、芭蕾、协奏曲等多种体裁的作品。

## 作品
歌剧：
- 《莱拉与马吉农》（1907）
- 《谢赫·塞纳》（1908）
- 《夫妻》（1910）
- 《鲁斯塔姆和佐赫拉布》（木卡姆，1910）
- 《阿斯利和凯雷姆》（1912）
- 《沙阿·阿巴斯和库尔希德·巴努》（1912）
- 《货郎与小姐》（1913）
- 《哈伦和莱利》（1915）
- 《盲人之子》（1936）

## 荣誉
- 阿塞拜疆苏维埃社会主义共和国荣誉艺术家称号（1936）
- 阿塞拜疆苏维埃社会主义共和国人民艺术家称号（1937）
- 苏联人民艺术家称号（1938）
- 歌剧《盲人之子》获1941年斯大林奖二等奖
- 1945年电影《货郎与小姐》音乐获1946年斯大林奖二等奖
- 列宁勋章（1938）
- 劳动红旗勋章（1945）
- 保卫高加索奖章（1944）
- 1941-1945年伟大卫国战争中忘我劳动奖章（1945）

## 外部連結
- 乌泽伊尔·哈吉贝约夫的免费乐谱，由国际乐谱典藏计划提供